# Hospital de San Julián
El Hospital de San Julián fue un hospital fundado en el siglo XV en la ciudad española de Albacete. Tuvo varias ubicaciones y prestó servicio hasta el siglo XX, cuando fue sustituido por el Hospital General Universitario de Albacete.

## Historia
El origen del Hospital de San Julián se remonta al siglo XV. Tuvo su primer emplazamiento en la plaza del Altozano. Hacia 1602 era regentado por los hermanos de San Juan de Dios con la denominación de Hospital de San Julián y de Santa Basilisa. En 1766 recibió el nombre de Hospital de Caridad, siendo de competencia municipal. En 1863 se convirtió en provincial, pasando a depender de la Diputación de Albacete.
En 1922 se trasladó desde su anterior ubicación en la plaza Virgen de Los Llanos a la actual zona del Hospital, donde se construyó un nuevo edificio diseñado por el arquitecto Ramón Casas. El nuevo hospital tenía una arquitectura de pabellones que se comunicaba por galerías. En 1985 fue sustituido por el Hospital General Universitario de Albacete.